# 怪網蝽
怪網蝽（学名：Xenotingis horni）为網蝽科怪網蝽屬下的一个种。